# Rouen impressionnée
Rouen impressionnée est une triennale d'art urbain qui a lieu à Rouen.
La première édition a été initiée en 2010 par Valérie Fourneyron, maire de Rouen, dans le cadre du festival Normandie impressionniste 2010.

## 2010 -1reédition
En parallèle de la première édition du festival « Normandie impressionniste », des œuvres in-situ sont présentées dans la ville du 3 juillet au 29 août 2010 :
- Arne Quinze : Camille - Pont Boieldieu ;
- Arne Quinze : Les Jardins - Abbatiale Saint-Ouen ;
- Shigeko Hirakawa : Appel d'air - Jardin des Plantes ;
- François Cavelier : Fujisan - Galeries Lafayette;
- Olivier Darné et le Parti Poétique : Trésors Publics : D'une Rive à l'autre - place Barthélémy et place Saint-Sever ;
- Echelle Inconnu : quais rive droite, Galeries Lafayette et l'atelier rue Sainte-Croix-des-Pelletiers ;
- Jérôme Toq'r : place du Général-de-Gaulle.

## 2013 -2eédition
Quatre artistes ont proposé un point de vue interrogeant avec leurs œuvres monumentales la relation entretenue avec la Seine :
- Tazu Nishi : Bouddha fontaine - Pont Gustave-Flaubert ;
- Julius Popp : Bit.Fall - Pont Boieldieu ;
- Simone Decker : Fantômes de lyre - Île Lacroix ;
- Antonio Gallego : Paillassons urbains.

Le budget de cette opération s'élève à 329 000 euros dont 50 000 euros sont financés par Normandie impressionniste et 73 000 euros par mécénat.

## 2016 -3eédition
Cette édition s'est intéressée au street art.  Le commissaire d'exposition était Olivier Landes. Des artistes locaux et internationaux ont réalisé des œuvres pérennes ou éphémères sur divers bâtiments choisis par la ville, répartis sur 3 zones : les quartiers ouest/portuaires, le centre-ville et le quartier des Sapins.
- Parcours du port :
  - SatOne : Less Than A Second - Hangar 23, 9000 boulevard Émile-Duchemin ;
  - Collectif Or2Vue : Musée maritime, 9002 boulevard Émile-Duchemin ;
  - Brusk : Giant Squid - Hangar 11 (détruit début 2017), 11 boulevard Ferdinand-de-Lesseps ;
  - Idem & Mozaik : Le cosmonaute - 79 avenue du Mont-Riboudet ;
  - Madkow : Ancien restaurant Quai-Ouest, 4 boulevard Ferdinand-de-Lesseps ;
  - Ecloz : Maison de quartier François-George Mustel, 47 rue Mustel ;
  - Swiz : Chai à vin, esplanade Saint-Gervais.

- Parcours du centre-ville :
  - Robert Proch : Omnia - Cinéma Omnia République, entre 13 et 19 rue Auguste-Houzeau ;
  - Gaspard Lieb : L'apparition - Conservatoire de Rouen, 50 avenue de la Porte-des-Champs ;
  - Collectif Le Crabe et la Mécano : Gare rive droite ;
  - Jef Aérosol : Place Dominique-Laboubée ;
  - Alain Rault : Gare et centre-ville rive droite ;
  - Arko & Kase : Transformateur Enedis, rue de l'Hôpital ;
  - Method Graphic : Portrait de Jeanne d’Arc - Archevêché, rue Saint-Romain ;
  - Method Graphic : Blason de la Normandie - CCI, rue Jacques-Lelieur ;
  - Collectif A31 : Transformateur Enedis, avenue de la Porte-des-Champs ;
  - Murs de l’esplanade Marcel-Duchamp.

- Parcours des Sapins :
  - Ramon Martins : Eterna Primavera - Immeuble Norwich, 8 allée Norwich ;
  - Arnaud Liard : Rejoins-moi - Immeuble Jumièges, 1 allée Jumièges ;
  - Sainer : Countryside Evening - Immeuble Isigny, 1 allée Isigny ;
  - Velvet & Zoer : Immeuble Hoche, 1 allée Hoche ;
  - Bault : Immeuble Granville, 1 allée Granville ;
  - Mart Aire : Immeuble Forest, 10 allée Forest ;
  - Jana & JS : Salle Louis-Jouvet, 68 rue Albert-Dupuis ;
  - LKSIR : Transformateur Enedis, rue Albert-Dupuis ;
  - Paat : Transformateur Enedis, haut de la côte du Monumental.

## 2020 -4eédition
- Parcours Saint-Sever :
  - Nelio : 1 rue des Platanes
  - Liz Ponio : Centre socio-culturel Simone-Veil
  - Claude Blo Ricci : passage place de Hanovre
  - Ratur : 94 rue Saint-Sever
  - Collectif HSH : MJC Rive gauche
  - Roberto Ciredz : 26 rue Desseaux
  - Nubian : 15 boulevard de l'Europe
  - Savati : rue de l'Abbé-Lemire
  - Olivia Paroldi : 28 rue de Lessard
- Parcours Grammont :
  - Manolo Mesa : 68 rue Lessard
  - Citémômes : 28 rue Gaston-Contremoulins
  - Roid : Anciens locaux de France 3 Normandie, avenue de Bretagne
  - Herman Kolitz + Luca Arbocco : 9 Desmousseaux
  - Jean Faucheur : 1 rue Desmousseaux
  - Elian Chali : 1-3-7 rue Desmousseaux
  - Fred Calmets : Bâtiment C de la résidence David-Ferrand, rue David-Ferrand
  - Ox : Résidence Contremoulins, rue Desmousseaux
  - Nadège Dauvergne : 13 allée Ernest-Laruelle
  - Jan Vormann : Palais de Justice, 1 place du Maréchal-Foch
  - Smad : Musée maritime fluvial et portuaire de Rouen, hangar 13, quai Émile-Duchemin